# Jean-Pierre Brun
Jean-Pierre Brun, nascut el 8 de febrer de 1955 a Oliolas, al departament del Var, és un arqueòleg francès. És professor al Collège de France des de 2012 i ha estat titular de la càtedra Tècniques i economies del Mediterrani antic. És un reconegut especialista en instal·lacions agrícoles del Mediterrani hel·lenístic i romà.

## Carrera
Després d'una tesi de tercer cicle a la Universitat de Provença Ais-Marsella I l'any 1983 sobre l'oli i el vi a la Mediterrània antiga, esdevé ingénieur d'études al ministeri de Cultura (servei regional d'arqueologia) i director del centre arqueològic del Var de 1983 a 1993. Les seves investigacions es concentren aleshores en les vil·les romanes de la Crotz de Gassin i Cavalaira (Var) i, més tard, de 1986-1993, en el port romà de Toló.
Passa llavors a formar part del CNRS on és chargé de recherche de 1993 a 2000 per esdevenir directeur de recherche a partir de 2001. Els seu treball es desenvolupa llavors a nombrosos jaciments de fora de França, entre els quals destaca, entre 2000 a 2010, la ciutat de Cumes. Participa a la vegada a un programa sobre l'artesania a Itàlia meridional on du a terme excavacions a Pompeia, Herculà i Sepinum.
El programa que dirigia entre 2000 a 2011 sota els auspicis del Centre Jean Bérard de Nàpols coordinava nou equips a la vegada dirigits per investigadors del CNRS i de l'École française de Rome. Els temes principals eren la blanqueria, la perfumeria, la tintoreria, el tèxtil, la cistelleria, la lampisteria, els forns de pa, la pintura i la producció de salaons de peix

## Principals publicacions individuals
- CNRS éditions. L'oléiculture antique en Provence, 1986. ISBN 9782222037194.
- Errance. Le vin et l'huile dans la Méditerranée antique, 2003. ISBN 2-87772-618-5.
- Errance. Archéologie du vin et de l'huile, 2004. ISBN 9782877722858.
- Errance. Archéologie du vin et de l'huile, 2004. ISBN 978-2877722933.
- Errance. Archéologie du vin et de l'huile, 2005. ISBN 978-2877723046.
- Fayard/Collège de France. Techniques et économies de la Méditerranée antique, 2012. ISBN 978-2213671369.

## Principals publicacions col·lectives
- Amouretti, Marie-Claire. École française d'archéologie. La production du vin et de l'huile en Méditerranée, 1993. ISBN 9782869580602.
- Actes Sud. Les Iles d'Hyères, 1997. ISBN 978-2-7427-1479-7.
- Brun, Jean-Pierre. Académie des Inscriptions et Belles-Lettres. Carte archéologique de la Gaule, 1999 (2 volumes).
- Tchernia, André. Glénat. Le vin Romain antique, 1999. ISBN 978-2723427609.
- Brun, Jean-Pierre. MMSH / Maisonneuve et Larose. Technai, techniques et sociétés méditerranéennes, 2001. ISBN 9782706814877.
- Brun, Jean-Pierre. Centre Jean Bérard. Artisanats antiques d'Italie et de Gaule, 2009. ISBN 9782918887010.
- Brun, Jean-Pierre. SilvanaEditoriale. Parfums antiques, 2015. ISBN 978-8836631629.

## Guardons
- Prix Langhe Ceretto attribué au meilleur livre sur le vin à Alba (Italie), pour Le Vin romain antique (2000)
- Médaille d'argent du CNRS 2004[3]